# ハリー・シンデン
ハリー・シンデン（Harry Sinden, 1932年9月14日 - ）は、カナダ連邦オンタリオ州キングストン出身の元プロアイスホッケー選手、指導者。ポジションはディフェンスマン。
NHLのボストン・ブルーインズでゼネラルマネージャー、コーチ、球団社長などを長年務めた。1972年のサミット・シリーズではカナダ代表を率いた。1983年にホッケーの殿堂入りを果たした。

## 経歴

### 選手時代
Toronto Marlboro bantamsでプレーした後、オンタリオ・ホッケー協会(OHA)のオシャワ・ジェネラルズのジュニアチームに入った。1949年から1953年までジェネラルズのシニアチームでプレーした後、同じOHAのホイットビー・ダンロップスで6シーズンプレーした。1957年にはチームキャプテンとしてアラン・カップ（カナダのアマチュアチャンピオンに与えられるトロフィー）獲得に貢献した。アイスホッケーカナダ代表（当時の国際大会にはプロは参加できずカナダ代表はアマチュアクラブチームのチャンピオンで結成された。）として1958年のアイスホッケー世界選手権で優勝、1960年のスコーバレーオリンピックにもKitchener-Waterloo Dutchmenを中心としたチームにダンロップスから加わり、銀メダルを獲得した。
キャリア晩年、モントリオール・カナディアンズが彼を獲得する交渉をしてきたが両者は合意に至らずイースタン・プロフェッショナル・ホッケーリーグのハル＝オタワ・カナディアンズでプレーした。その後ボストン・ブルーインズのゼネラルマネージャーのリン・パトリックと出会い、選手兼任コーチとしてブルーインズの下部チームのキングストン・フロンテナクスで1960-61シーズンよりプレーした。彼は1961-62シーズンのオールスターファーストチームに選ばれ1962-63シーズンのMVPとなった。その後リーグが消滅しチームはセントラル・ホッケーリーグ所属のミネアポリス・ブルーインズとなったが引き続き彼は選手兼任コーチを務め、2シーズン後に再度チームが移転しオクラホマシティ・ブレイザーズでもプレーし1956-66シーズンを最後に現役を引退した。この年彼はチームをリーグチャンピオンシップまで導いた。

### NHLコーチ
1966年5月にボストン・ブルーインズのヘッドコーチに当時NHL最年少の33歳で就任した。ボビー・オアの存在もあったが就任1年目はNHL最低の成績でプレーオフを逃した。2年目チームはシカゴ・ブラックホークスからフィル・エスポジトを獲得、3シーズン目には100ポイントを超えトップのモントリオール・カナディアンズに次ぐ位置までチームを引き上げた。そして4シーズン目の1969-70シーズン、彼はチーム創設29シーズン目で初のスタンレー・カップ優勝を果たした。

### 引退とサミット・シリーズ
こうした成功を修めたもののチームと彼の間はぎくしゃくしており優勝後彼はチームを離れることを発表した。これに対してチームはvoluntary retired listに入れて1年間は他のチームを指揮することができないようにした。1970年10月彼はスポーツ・イラストレイテッド上でブルーインズを離れたのはチームがシーズン半ばに彼の翌年の年俸アップを拒否したからだと述べている。
1972年初めにニューヨーク・アイランダーズからヘッドコーチのオファーがあったが、これを断りトロント・メープルリーフス、セントルイス・ブルースからのオファーも同様に断った。同年6月、カナダとソビエト連邦の間で行われることとなったサミット・シリーズのヘッドコーチに就任した。8戦にわたるシリーズは最終戦の残り34秒でポール・ヘンダーソンが決勝ゴールをあげて4勝3敗1分でカナダの勝利となった。またかつてブルーインズで指導したエスポジトがシリーズの得点王となった。

### ボストン・ブルーインズへの復帰
サミット・シリーズ終了後、ゼネラルマネージャーとしてボストン・ブルーインズに復帰し28年間に渡り同職を務めた。これはチームの初代ゼネラルマネージャーであるアート・ロス（1924年から1954年までの30年間）に次ぐ長期間となった。ゼネラルマネージャー退任後も球団社長として2006年までチームに残った。GMの間、チームは30年間プレーオフに連続出場したがこれは北米4大プロスポーツリーグトップの記録である。ファイナルに1974年、1977年、1978年、1988年、1990年と5回出場し、1983年、1990年と2回レギュラーシーズン最高勝率を修めた。
1996-97シーズンのオタワ・セネターズとの試合ではビデオリプレイオフィシャルに対して暴言をはいて5,000ドルの罰金を受けた。1999年には29得点をあげたドミトリ・クリスティッチとの年俸調停を拒否した。これはクリスティッチのプレーオフでのパフォーマンスに対して代理人の要求する280万ドルが高すぎると考えたためであった。
その後はブルーインズオーナーへのアドバイサー、ホッケーの殿堂選考委員などを務めている。

## 人物
トラジカリー・ヒップのリーダー、ゴードン・ダウニーの代父母となっている。
1972年サミット・シリーズをもとにしたテレビシリーズのCanada Russia '72ではブース・サベージが彼を演じている。

## 著書
- 『Hockey Showdown』[7]1972年